# Nitrianska pahorkatina

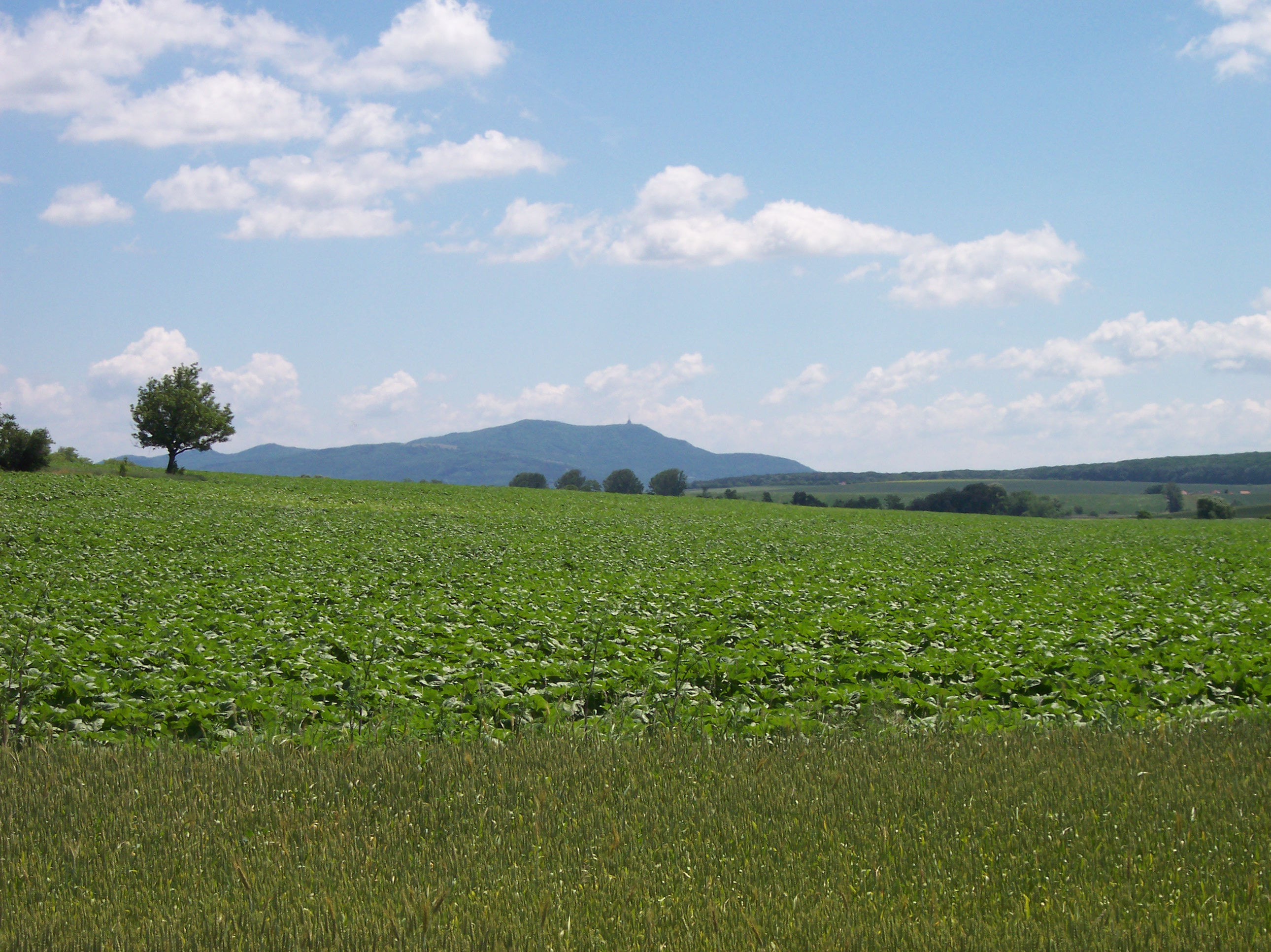
Die Nitrianska pahorkatina bei Lukáčovce, mit dem Gebirge Tribeč im Hintergrund

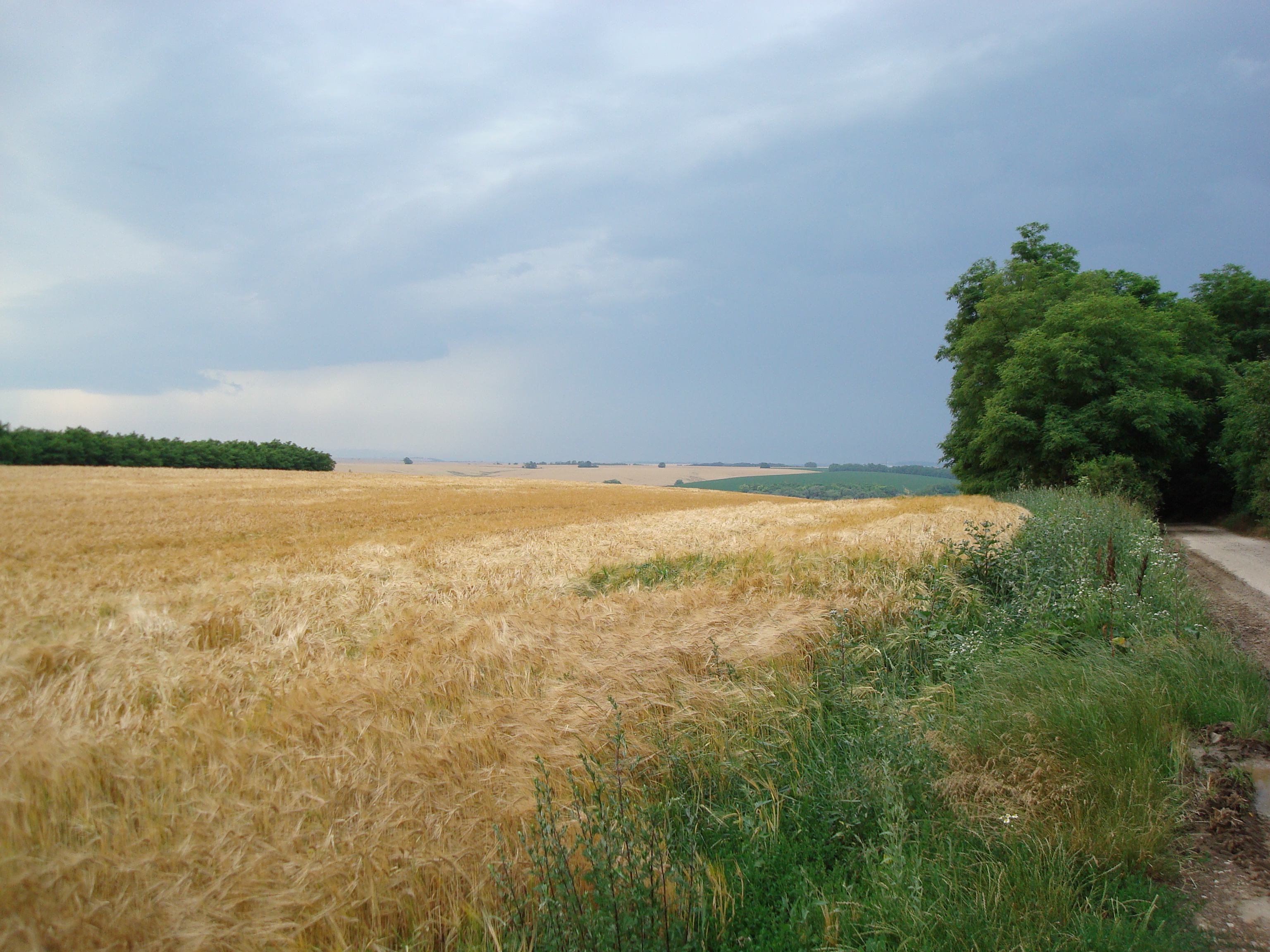
Eine weitere Ansicht der Landschaft, hier bei Veľké Zálužie

Die Nitrianska pahorkatina (deutsch etwa Neutrauer Hügelland(schaft)) ist ein Teil des Donauhügellands, dem mehr gebirgigen Teil des slowakischen Donautieflands. 
Der Kern des Hügellands erstreckt sich im Bereich zwischen den Gebirgen Považský Inovec und Tribeč, in einem „Dreieck“ zwischen den Städten Nitra, Hlohovec und Topoľčany, wobei der namensgebende Fluss Nitra am östlichen Rand der Landschaft fließt. Darüber hinaus ragt es im Norden in die Gegenden von Bánovce nad Bebravou und Partizánske hinein, somit grenzt es im Norden an das Gebirge Strážovské vrchy. Südlich des Kerns erstreckt sich die Landschaft bis in die Gegend von Nové Zámky, begrenzt etwa durch die Linie Nitra-Šurany-Nové Zámky-Sereď-Hlohovec-Nitra. Im Süden geht das Hügelland in die Donauebene über, im Westen, jenseits der Waag und südlich von Hlohovec, liegt die Trnavská pahorkatina (Tyrnauer Hügelland).
Gemäß der geomorphologischen Einteilung der Slowakei gliedert sich die Nitrianska pahorkatina in sieben Teile:
- Zálužianska pahorkatina
- Bojnianska pahorkatina
- Bánovská pahorkatina
- Drieňovské podhorie
- Tribečské podhorie
- Nitrianska tabuľa
- Nitrianske vŕšky

Das Hügelland ist stark landwirtschaftlich geprägt, mit dem Zentrum in Nitra.